# مينزي ماسوكو
مينزي ماسوكو (بالإنجليزية: Menzi Masuku)‏ (15 أبريل 1993 ديربان جنوب أفريقيا - ) هو لاعب كرة قدم جنوب أفريقي، شارك في كرة القدم في الألعاب الأولمبية الصيفية 2016.

## روابط خارجية
- مينزي ماسوكو على موقع قاعدة بيانات كرة القدم.إي يو (الإنجليزية)
- مينزي ماسوكو على موقع ناشيونال فوتبول تيمز (الإنجليزية)
- مينزي ماسوكو على موقع Soccerway.com (الإنجليزية)
- مينزي ماسوكو على موقع عالم كرة القدم.نت (الإنجليزية)
- مينزي ماسوكو على موقع أوليمبيديا (الإنجليزية)